# Manuel del Castillo y Rada
Manuel del Castillo y Rada (Cartagena de Indias, 1781-Cartagena de Indias, 24 de febrero de 1816) fue un militar neogranadino.

## Biografía
Su padre fue don Nicolás del Castillo natural de Alicante, y su madre doña Manuela Rada. Quedó huérfano a los cinco años. Casado con Isabel de Blasco el 6 de agosto de 1815. Tras obtener el grado de doctor en Derecho, se unió a la milicia con el rango de capitán. 
El 19 de noviembre de 1810 se incorpora como capitán del Batallón Nacional en Santafé. En enero de 1811, el gobierno de Santafé le encomendó incorporar la provincia de Mariquita a Cundinamarca. Castillo regresa a Santafé siendo Antonio Nariño presidente. En enero de 1812, Manuel del Castillo se une al comandante Joaquín París Ricaurte a someter la provincia de El Socorro para Cundinamarca. Seguidamente, Castillo fue nombrado por el Congreso comandante de la provincia de Pamplona y jefe de la vanguardia del ejército con el fin de proteger a la Unión de las fuerzas realistas de Venezuela. En diciembre de 1812 el coronel Castillo se une a las tropas del entonces brigadier Simón Bolívar para acometer al ejército realista desde Tunja y Cartagena. Las fuerzas de Bolívar fueron apoyadas por los centenares de hombres de Castillo en la Batalla de Cúcuta, el 28 de febrero de 1813. Sin embargo las relaciones se deterioran por el plan de Bolívar de continuar hacia Caracas, y la negativa de Castillo de seguirlo.

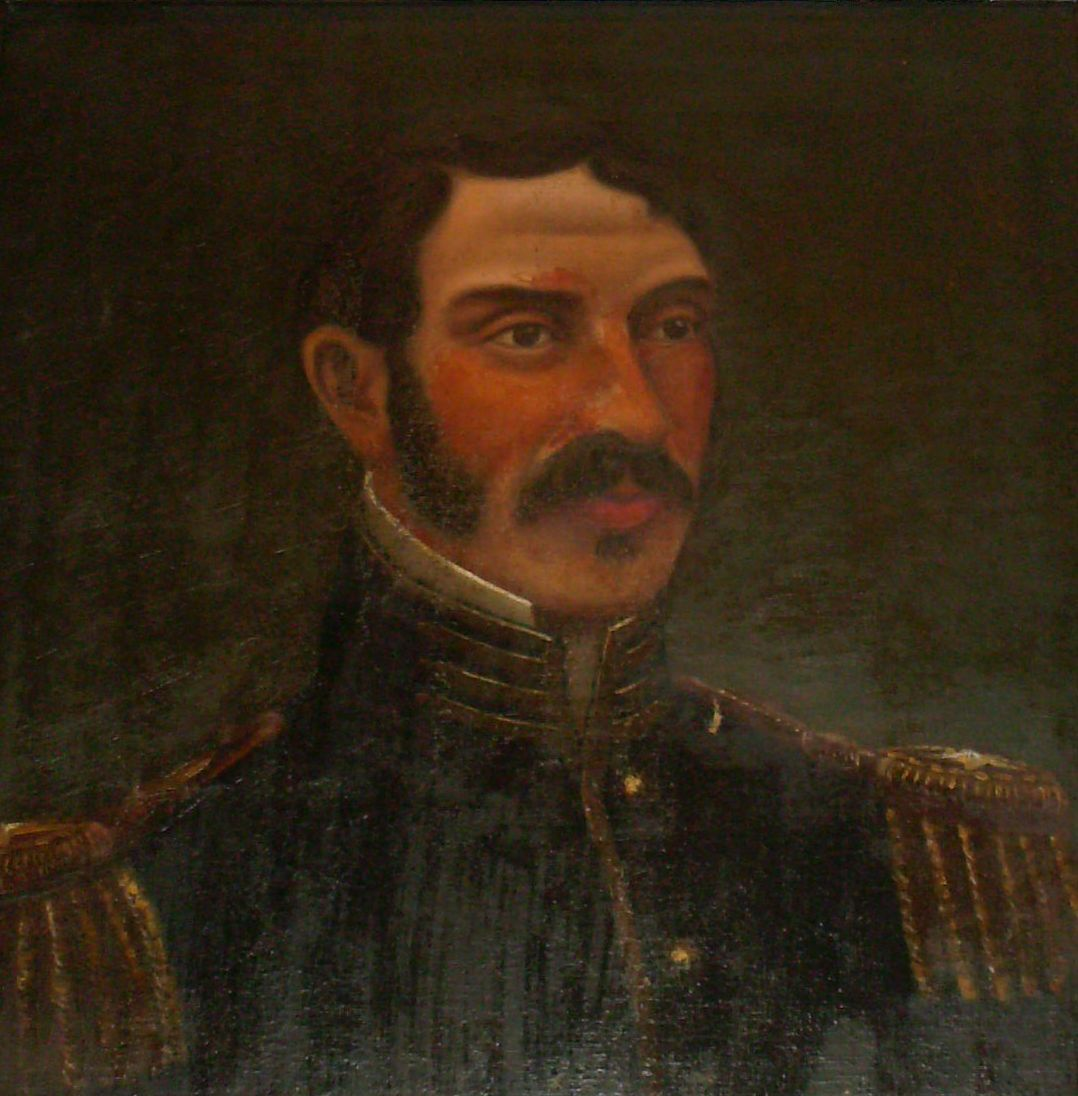
General Manuel del Castillo y Rada

En enero de 1814 se le nombra comandante militar de la plaza de Cartagena. El 25 de septiembre de 1814, retornó Bolívar derrotado a Cartagena tras la pérdida de la Segunda República de Venezuela y se destaca al mando de las fuerzas de la Unión venciendo a los centrales en el asedio de Santafé de Bogotá. Castillo apoyó al gobierno legítimo de Cartagena  contra una revuelta, y con ayuda de Pedro Gual, tomó Cartagena el 18 de enero de 1815. Simón Bolívar desobedeciendo las órdenes de la Unión de someter Santa Marta, decidió ir contra Cartagena. El sitio de la ciudad comenzó el 26 de marzo de 1815 hasta el 8 de mayo, y finalizó cuando Bolívar renuncia como comandante general de la Unión y sale rumbo a Jamaica. El general Pablo Morillo había llegado el 7 de abril a las costas venezolanas con una potente Expedición Pacificadora para someter a los insurrectos.
En agosto de 1815, Pablo Morillo arriba a Santa Marta para restaurar la monarquía en Nueva Granada. Manuel del Castillo dirigió  la defensa de la plaza de Cartagena desde el 18 de agosto hasta el 17 de octubre. Una conspiración del corsario Luis  Aury, Mariano Montilla y José Francisco Bermúdez, depuso a Manuel del Castillo del mando militar, poniéndolo bajo arresto en las mazmorras del castillo San Felipe. En diciembre durante el embarque de los caudillos revolucionarios para escapar de la ocupación del ejército de Morillo se le prohibió a Castillo acompañarlos en la huida bajo amenaza de muerte. Juzgado por un Consejo de Guerra Permanente establecido por el gobierno español, el comandante Manuel del Castillo y Rada fue fusilado el 24 de febrero de 1816.
Castillo y Rada fue egresado, profesor, consiliario, vicerrector y rector del Colegio Mayor de Nuestra Señora del Rosario.
Su hermano José María del Castillo Rada (1776-1833) fue un abogado y político quien ocupó la presidencia de Colombia por primera vez en 1821 como vicepresidente interino de la Gran Colombia, correspondiéndole la sanción de la Constitución de Cúcuta y las primeras leyes de la nación; y por segunda ocasión el 28 de diciembre de 1828, como presidente del Consejo de Estado. Participó en el Congreso de Cúcuta. Además, sirvió como Secretario de Hacienda desde 1821 hasta 1828, y así estuvo encargado de las finanzas públicas en la recién creada República de Colombia.